# 长梗野桐
长梗野桐（学名：Mallotus barbatus var. pedicellaris）为大戟科野桐属下的一个变种。

## 扩展阅读
- 維基物種上的相關：长梗野桐